# Rumunská menšina v Česku
Rumunská menšina v Česku (rumunsky Românii din Cehia) je jednou z etnických menšin v zemi. Podle dat Českého statistického úřadu se během 2. desetiletí 21. století výrazně zvýšil počet rumunských občanů, kteří se v České republice dočasně nebo trvale usadili.
K 30. červnu 2020 bylo podle údajů Ministerstva práce a sociálních věcí na českých úřadech práce evidováno 43 503 rumunských občanů a 17 313 rumunských občanů mělo podle údajů Ministerstva vnitra povolení k pobytu v České republice.
Rozložení rumunských občanů je v České republice poměrně rovnoměrné, s vyšší koncentrací v okolí Prahy a Brna, zejména kvůli pracovním příležitostem (nadnárodní společnosti).
Součástí rumunské komunity je Sdružení Rumunů v České republice, které bylo založeno v roce 2009.

## Dějiny

### Moravské Valašsko

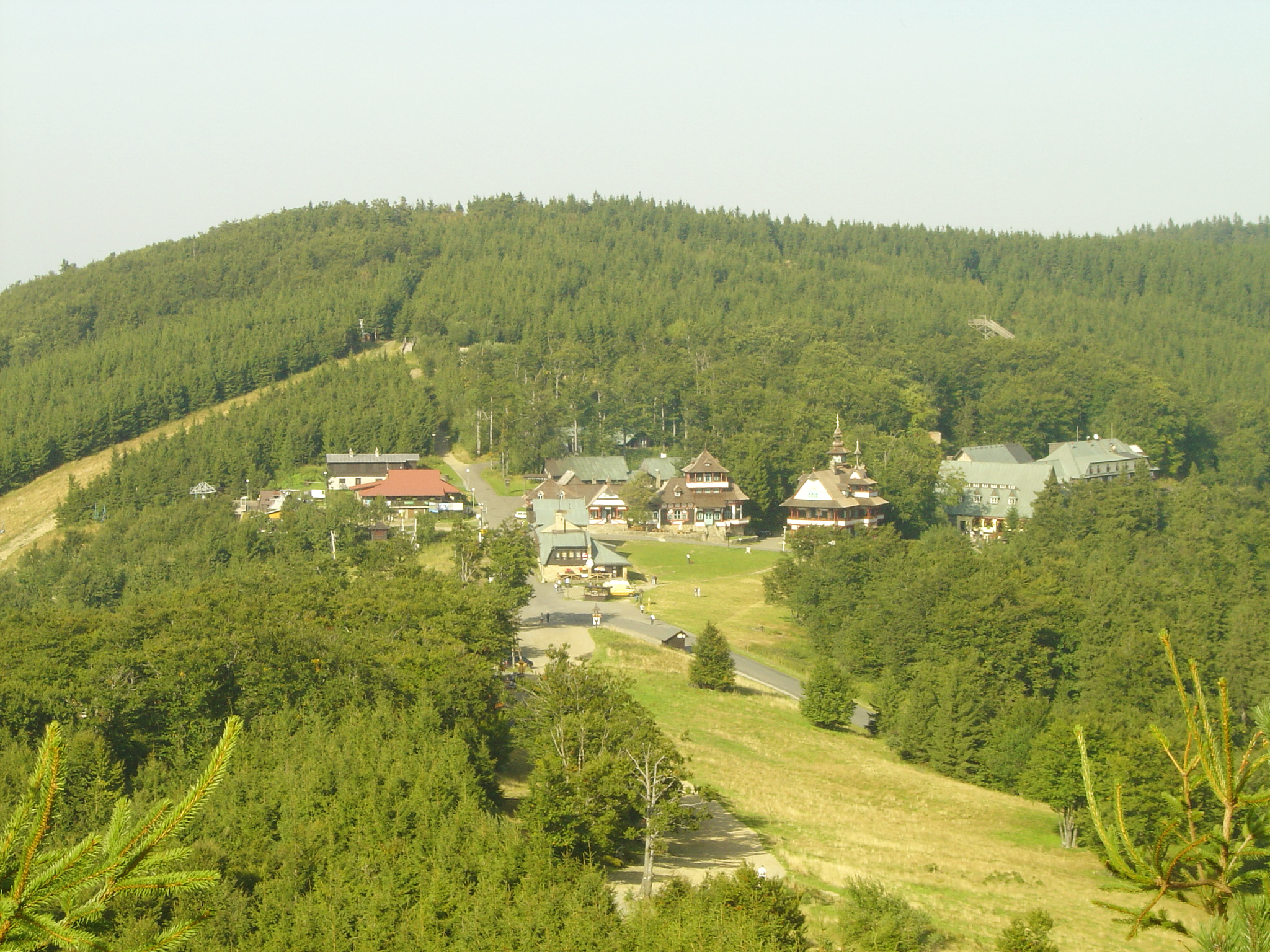
Valašské muzeum v přírodě na Pustevnách

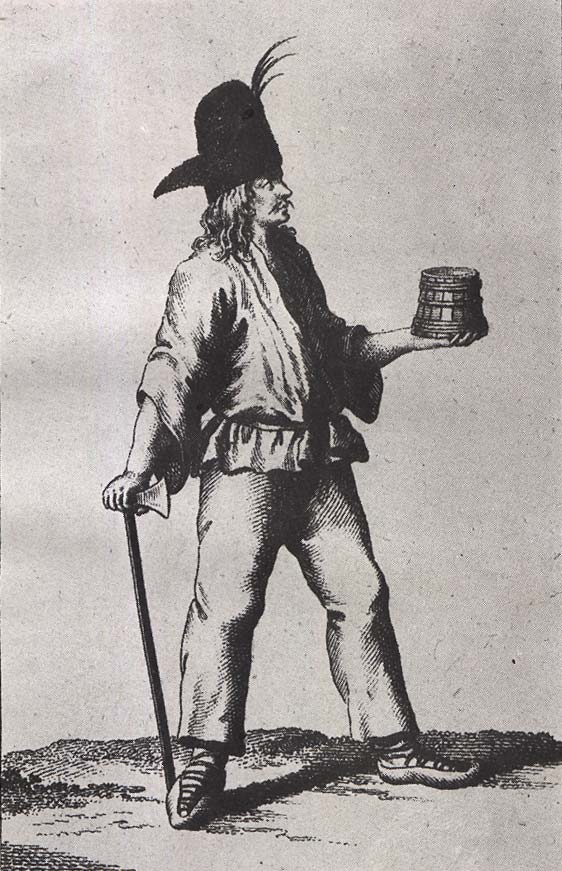
Valach z Brumova (1787)

Horské oblasti severovýchodní Moravy, nevhodné pro zemědělství, bývaly řídce obydlené. Ve 13. století byly postupně osídleny nížinné části oblasti, zatímco horské části zůstaly téměř bez osídlení. Teprve v 16. století, v průběhu valašského osídlování, byla na celé severovýchodní Moravě vytvořena hustá síť pasteveckých osad založená na valašském právu. Oblast s jejich největší koncentrací se nazývala Moravské Valašsko.
Národnostní složení obyvatelstva usazeného v Moravském Valašsku je sporné. V současné době se předpokládá, že jej vytvořili především Slované (Rusíni, Poláci a Slováci) a Valaši pouze částečně. Je to důsledek toho, že se Moravské Valašsko formovalo v závěrečné fázi valašského osídlování, kdy vstoupili hluboko do slovanských zemí a přivedli s sebou mnoho Slovanů z podhůří Karpat.
Zpočátku si Valaši uchovávali svou právní a etnickou identitu, ale v poměrně krátké době splynuli s místním moravským obyvatelstvem. Lidová kultura regionu, jeho tradiční profese a specifické nářečí zůstaly stopou odlišnosti.
V letech 1620–1644 se moravští Valaši vzbouřili proti habsburské nadvládě na obranu svých tradičních svobod. Povstání bylo krvavě potlačeno. V 18. století se zde tajně praktikoval protestantismus, proti čemuž se habsburské úřady stavěly.
V Rožnově pod Radhoštěm se nachází Valašské muzeum v přírodě, skanzen prezentující hmotnou lidovou kulturu regionu.

### Imigrace Valachů ze Zakarpatské Ukrajiny
Mnoho Valachů odešlo ze Zakarpatské Ukrajiny do Českých zemí obchodovat s vyřezávanými lžícemi.

### Účast Rumunska v druhé světové válce

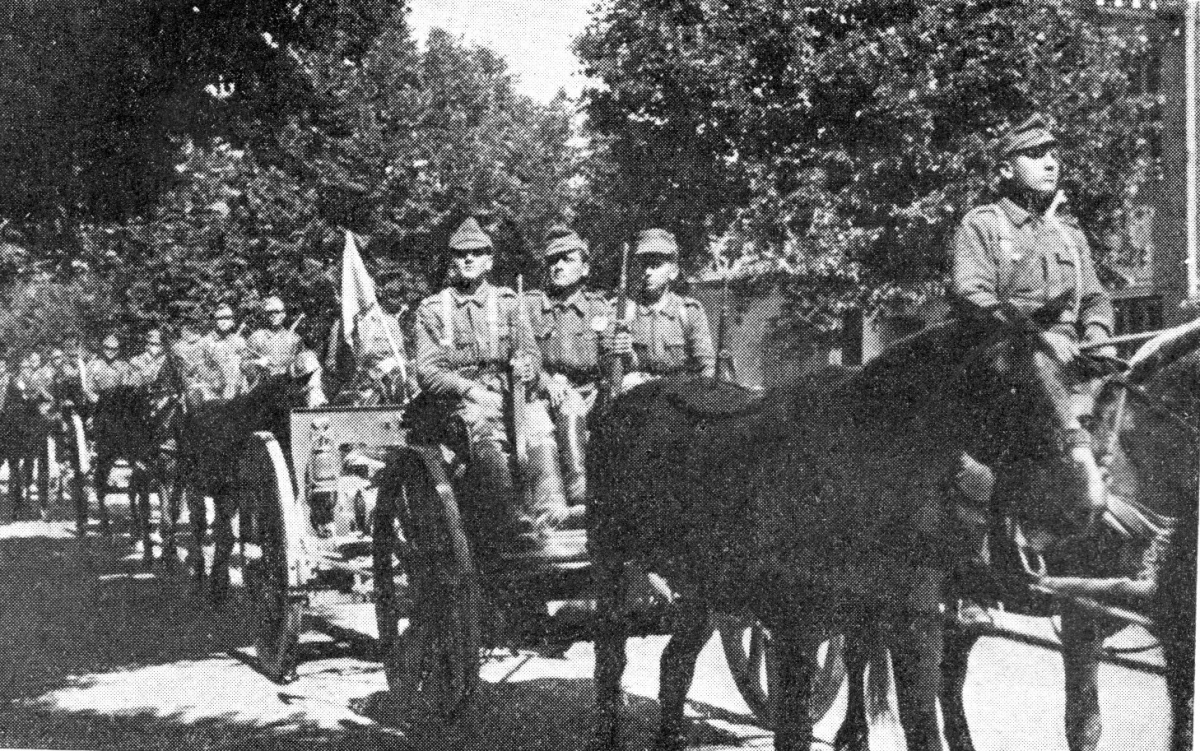
Rumunské dělostřelectvo v Boskovicích

### Imigrační vlna z Rumunska po roce 1989

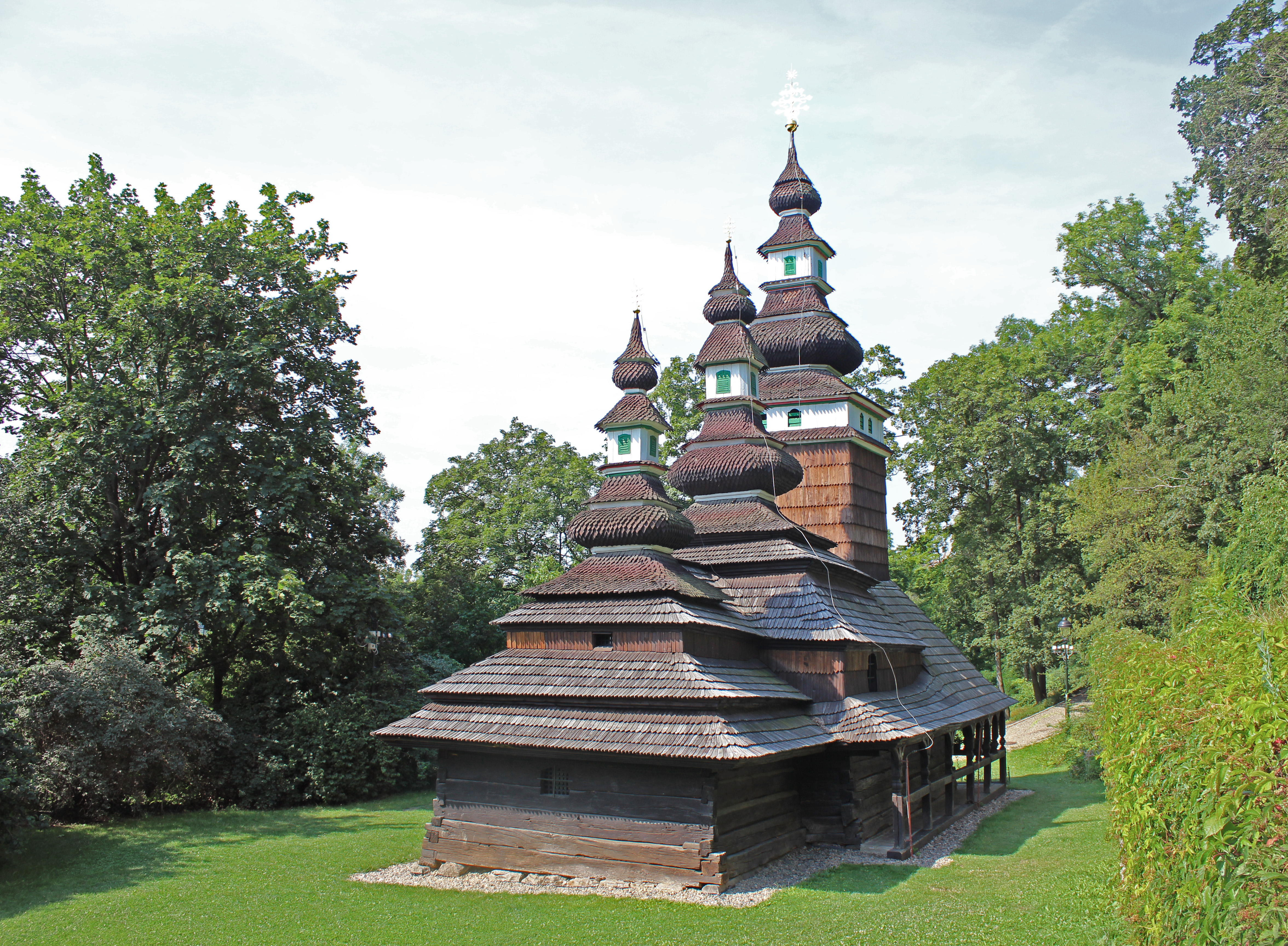
Chrám svatého archanděla Michaela předaný rumunské pravoslavné obci v Praze na začátku roku 2008

Vlna emigrace Rumunů do České republiky nastala po rumunské revoluci v roce 1989, kdy lidé vzhledem k pádu komunismu ve střední a východní Evropě získali právo opustit zemi.